# Шезел (Ендр и Лоара)
Шезел (фр. Chezelles) је насељено место у Француској у региону Центар, у департману Ендр и Лоара.
По подацима из 2011. године у општини је живело 134 становника, а густина насељености је износила 8,83 становника/km².

## Демографија
| 1962. | 1968. | 1975. | 1982. | 1990. | 2011. |
| ----- | ----- | ----- | ----- | ----- | ----- |
| 311   | 263   | 197   | 146   | 144   | 134   |